# Техасская резня бензопилой (издательство Avatar)
«Техасская резня бензопилой» (англ. Texas Chainsaw Massacre) — серия американских комиксов издательства «Avatar» по мотивам фильма 2003 года «Техасская резня бензопилой».

## Обзор
В 2005—2006 годах, издательство «Avatar Press» начало публиковать серию комиксов, которые продолжали мифологию ремейка 2003 года, но являлись предысторией тех событий. По традиции издательства, для комиксов было разработано несколько вариантов обложек.
Автором сюжета комиксов стал Брайан Палидо (англ. Brian Pulido — он написал сценарий первых четырёх выпусков, а последняя часть принадлежит перу Энтони Джонстон (англ. Antony Johnston). Над первым выпуском в качестве художника работал Джейсэн Бэрроуз (англ. Jacen Burrows), а Дэниэл HDR (англ. Daniel HDR) стал автором мини-серии «The Grind»; последний выпуск «The Grind» был написан им же в соавторстве с Маурицио Диасом (англ. Mauricio Dias).

## Персонажи
- Томас Хьюитт или Кожаное лицо — маньяк с бензопилой, который страдает заболеванием кожи и делает себе маски из лиц своих жертв.
- Чарли Хьюитт или Шериф Хойт — сводный брат Томаса, прошедший войну в Корее. Он убивает настоящего шерифа и начинает выдавать себя за представителя закона перед своими будущими жертвами, заманивая их туда, где Томас сможет убить их.
- Люда Мэй Хьюитт — глава семейства, мать Томаса и Чарли, владелица газовой заправки.
- Монтгомери Хьюитт или Старик Монти — брат Люды Мэй. В фильмах и комиксах делается намёк на то, что он является отцом Чарли и Томаса, родившихся в результате инцеста. Однако такая информация противоречива, так как фильм «Техасская резня бензопилой: Начало» показывает, что Томас — приёмный сын, в то время как в официальном романе-новелизации «Техасская резня бензопилой», что Кожаное лицо — родной сын Люды Мэй и Монти, а Чарли и Генриетта (совместившая в книге черты Генриетты и Чайной дамы из фильма) являются его братом и сестрой.
- Чайная дама — соседка Хьюиттов.
- Генриетта — болезненного вида женщина, не связанная кровным родством с Хьюиттам, но живущая в их семье.

## Выпуски
| № | Название           | В оригинале       | Дата выхода   | Примечания |
| --- | ------------------ | ----------------- | ------------- | ---------- |
| |                    |                   |               |            |
| 1 | Специальный выпуск | Special           | 1 апреля 2005 | [ 2 ]      |
| Лето 1972 года. Томас Хьюитт, более известный как Кожаное лицо, до смерти замучил в подвале своего дома девушку… Часом ранее: трое недавно сбежавших из тюрьмы и вооружённых преступников — бывший член Чёрных пантер Руфус, дилер Харди и насильник Эллери — и 2 их подруги — Черити и Дарлин — грабят магазин Люды Мэй. Люда Мэй и Чайная дама убивают Харди. Черити сбегает из магазина, а Эллери следит за ней и пытается изнасиловать девушку. Тем временем, Руфус и Дарлин пытаются поймать машину и уехать из Фуллера. Кожаное лицо убивает Эллери, а Черити сбегает от Хьюитта и находит трейлер Генриетты, где читатели узнают, что Черити ждёт ребёнка. Тем временем, Руфус и Дарлин забредают в дом Хьюиттов и, увидев машину шерифа, решают спрятаться внутри, где на них нападают старик Монти и Люда Мэй. Между тем, Генриетта отдаёт Черити в лапы Кожаному лицу, а семейство каннибалов начинает свои изощрённые пытки, убивая Руфуса, а Кожаное лицо уволакивает Дарлин в подвал. У Черити происходит выкидыш, и девушка сбегает. Она более не нужна Хьюиттам и Кожаное лицо убивает её, когда она сплавляется вниз по реке, надеясь на свободу. |                    |                   |               |            |
| |                    |                   |               |            |
| 2 | Мясорубка, часть 1 | The Grind, Part 1 | 1 мая 2006    | [ 3 ]      |
| Автобус полный девочек из церковного хора, в котором также находилась их руководительница и её муж-водитель, супруги Милсапы, со своей маленькой дочерью Элли, ломается неподалёку от дома Хьюиттов. Мужчина отправляется на поиски помощи и оказывается на скотобойне, где становится первой жертвой Кожаного лица. Вечереет, и миссис Милсап решает отправиться на поиски мужа, оставив девочек одних, и также встречает свою смерть от бензопилы Томаса Хьюитта. Между девочками хора и новенькой Джули Энн есть трения: к примеру им не нравится, что девушка не пела со всеми в автобусе, а была занята написанием письма своему отцу. Тем временем, к автобусу подъезжает машина шерифа Хойта. Он подбрасывает в автобус наркотики и на этом основании, задержав девушек, запирает их в морозильной камере скотобойни, а Элли отводит к Генриетте. Между тем, шериф выводит одну из девушек по имени Луис из камеры на растерзание Кожаному лицу, но девушке удаётся сбежать. Однако маньяки вскоре находят девушку, Хьюитт убивает её, а шериф Хойт отправляется в морозильник — кто станет следующей жертвой?                                             |                    |                   |               |            |
| |                    |                   |               |            |
| 3 | Мясорубка, часть 2 | The Grind, Part 2 | 1 мая 2006    | [ 4 ]      |
| Джули Энн втыкает ручку в ладонь шерифа, и девочки сбегают, разделившись. Джули Энн и Роза находят головы супругов Милсапов, сбегают со скотобойни и вскоре набредают на домик Генриетты. Роза хочет освободить Элли, но тут появляется Кожаное лицо — нога Розы попадает в капкан, и Кожаное лицо убивает девушку. Между тем, шериф Хойт находит остальных девушек, а Джули Энн проследила за Хьюиттом до самого дома семейства каннибалов, где Кожаное лицо делает себе маску из лица Розы. Шериф Хойт запугивает остальных девочек, собираясь убить Сэйди, но Люда Мэй зовёт его и Кожаное лицо в дом. Джули Энн, воспользовавшись ситуацией, освобождает девочек, и они решают передохнуть, спрятавшись в старом амбаре, где Сэйди рассказывает Марше, что Джули Энн спасла её от домогательств отца. Неожиданно в амбар врывается Кожаное лицо. |                    |                   |               |            |
| |                    |                   |               |            |
| 4 | Мясорубка, часть 3 | The Grind, Part 3 | 1 июня 2006   | [ 5 ]      |
| Девочки прячутся, но Марша, не в силах терпеть страх быть найденной, выбегает из укрытия не разбирая дороги, прочь от амбара. Тем временем, в доме Хьюттов между Людой Мэй и её сыном шерифом Хойтом происходит перепалка. Марша всё ещё блуждает в окрестностях скотобойни, а Кожаное лицо вскоре находит и убивает её. А Джедая и Чайная дама ловят Джули Энн и Сэйди. Девушки теряют сознание. Придя в сознание, девушки видят старика Монти, который душит Сэйди. Вскоре, всё семейство Хьюиттов собирается за обеденным столом вместе с Джули Энн и Элли. Люда Мэй решает, что Джули Энн достанется Монти: старик пытается изнасиловать девушку, но ей удаётся сбежать. Она находит Элли, хватает бензопилу и покидает дом Хьюиттов. Добравшись до полиции, Джули Энн арестовывают по подозрению в убийстве девушек из церковного хора и их сопровождающих. Трупы всех жертв были найдены в автобусе. Кроме того, из письма Джули Энн к её отцу становится ясно, что в девушке есть социопатические наклонности, и Джули Энн отправляют в психиатрическую лечебницу.                                                                                         |                    |                   |               |            |
| |                    |                   |               |            |
| 5 | Книга страха       | Fearbook          | 1 июня 2006   | [ 6 ]      |
| Четверо молодых людей — Чарли, Джед, Люси и Сахара — путешествуют через Фуллер в штате Техаса. У них заканчивается бензин, и машина молодых людей останавливается на заправке Люды Мэй, где они встречают шерифа Хойта. Между Шерифом и Джедом происходит стычка. В результате шериф арестовывает Чарли и отвозит юношу в дом Хьюиттов. Друзья следуют за машиной шерифа. Ребята врываются в дом, полагая, что это офис шерифа: девушки поднимаются наверх, а, тем временем, Кожаное лицо убивает внизу Чарли и Джеда. Сахара спотыкается и падает с лестницы, и Томас Хьюитт убивает её. Кожаное лицо оставляет в живых Люси, которая, судя по всему, ему понравилась. Маньяк надевает на себя маску из лица Чарли, а саму Люси заставляет носить лицо Сахары, прибив гвоздями кожу к её лицу — затем Хьюитт начинает танцевать с трупом девушки под музыку, доносящуюся из граммофона. |                    |                   |               |            |

## Награды
В 2006 году совместная работа Палидо и Дэниэла HDR получила номинацию на премию «Spike Awards» в категории «Лучший переход с экрана в комикс» (англ. Best Screen-To-Comic Adaptation) за работу над «The Grind».